# Юзеф Сераковський
Юзеф Сераковський гербу Доленга (народився 9 травня 1682 року — помер до 20 червня 1748 року) — стражник великий коронний у 1730-1748 роках, староста Житомира в 1725-1727 роках, королівський полковник з 1711 року, староста ольшанський, Белзького воєводства в Конфедерації Дзікова в 1734 р. посол Республіки Польща в Османській імперії в 1732-1733 рр.
Син каштеляна Белза Яна Анджея Сераковського та його першої дружини Катажини Стадницької. З 1692 року навчався у єзуїтів у Любліні, потім, за прикладом батька, служив у коронній армії. У 1697 році він вже був старостою Ольшана. Член польського виборчого сейму в 1697 р. від Бельського воєводства [4]. Під час виборів він проголосував за саксонського курфюрста Фредеріка Августа I. у лютому 1707 р. Він брав участь у загальній раді Львовської конфедерації Сандомежа. У 1720 році він брав участь у вересневому сеймі як депутат від Белзького воєводства. Був у Варшаві під час сейму 1722 р. 15 серпня 1725 р. отримав житомирське староство. Депутат парламенту в 1728 р. від Белзького воєводства [5]. У 1729 році він був членом сейму від Белзького воєводства [6]. 15 квітня 1730 року він був номінований на посаду охоронця Великої Корони. У 1732—1733 роках він вирушив до Стамбула перевірити, як поводиться Османська імперія у випадку австрійської чи російської інтервенції, оскільки ці країни у 1732 р. вирішили виступити проти утримання саксонської династії на польському престолі. Він попросив у Блискучої Порти від імені коронного полку Станіслава Понятовського підтримати Станіслава Лещинського на польському престолі. Юзеф Сераковський проголосував за нього на виборах у вересні 1733 р. Після зречення Станіслава Лещинського (січень 1736 р.) він наприкінці квітня 1736 р. приїхав до Варшави, змушений визнати Августа III Сас і відійшов від політичного життя.
Першою дружиною Йозефа, одруженою близько 1709 р., була Ельжбета Менчинська (померла в 1732 р.), дочка воєводи Волині Атаназія Менчинського. У нього було три дочки: Тереза, одружена з Романом Сераковським, герб Огоньчик, прапороносець і письменник містечка Краків, Йоанна, дружина Галицького столяра Міхала Ястшембського (померла до 18 березня 1764 р.), черниця, невідома по імені (померла в 1762 р.)) та син Себастьян, олшанський староста. Друга дружина була одружена в Ясній Гурі в лютому 1735 року з Людвікою, що народилася Залуською, дочкою Кароля, литовського шеф-кухаря, племінницею Анджея Станіслава, тодішнього єпископа Юзефа Анджея, онукою Олександра Залуського, воєводи равського. Від другого шлюбу Юзеф мав одного сина Ігнація, старосту Ольштина.